# 威爾地鎮區 (明尼蘇達州林肯縣)
威爾地鎮區（英語：Verdi Township）是位於美國明尼蘇達州林肯縣的一個行政鎮區。

## 地方資料
威爾地鎮區的面積為99.89平方千米，當中陸地面積為99.78平方千米，而水域面積為0.11平方千米。根據2020年美國人口普查的數據，當地共有人口175人，而人口密度為每平方千米1.75人。